# Amourah
Amourah là một đô thị thuộc tỉnh Djelfa, Algérie. Dân số thời điểm năm 2002 là 5.879 người.